# Christopher Stevens (jogász)
Christopher Stevens (Grass Valley, Kalifornia, 1960. április 1. –                       Bengázi, Líbia, 2012. szeptember 11.) amerikai jogász, diplomata és hazája 10. líbiai nagykövete volt 2012 júniusától haláláig. 2012. szeptember 11-én halt meg a Bengáziban található amerikai konzulátus elleni iszlám szélsőségesek által elkövetett támadásban.

## Élete

### Fiatalkora és tanulmányai
Stevens Észak-Kaliforniában született. Apja, James Stevens Yolo megye fellebbviteli bíróságának bírája és Davis város tanácsának tagja, anyja, Mary Commanday a marini szimfonikus zenekar csellistája volt. A Piedmont középiskolában végzett 1978-ban, majd 1982-ben a University of California, Berkeley-n szerzett diplomát. 1983 és 1985 között angolt tanított Marokkóban a Békehadtest (Peace Corps) önkénteseként. A University of California, Hastings College of the Law-n J.D. fokozatot szerzett, és 2010-ben megszerezte az M.S. címet a National War College-on. Angolul, arabul és franciául beszélt. A diplomatai karrierjét megelőzően nemzetközi kereskedelmi joggal foglalkozott Washington, D.C.-ben.

### Diplomataként
1991-ben csatlakozott az Egyesült Államok Külügyi Szolgálatához és diplomataként tevékenykedett Jeruzsálemben, Damaszkuszban, Kairóban és Rijádban. Washingtonban is számos pozíciót töltött be, így például a Multilaterális Nukleáris és Biztonsági Ügyek Irodájának igazgatója és a Közel-keleti Ügyek Hivatalának asszisztense is volt. Korábban kétszer szolgált Líbiában, először 2007 és 2009 között, mint a követség helyettes vezetője és 2011 márciusa és novembere között az első líbiai polgárháború idején, mint a Átmeneti Nemzeti Tanácshoz küldött különleges képviselő. 2012 májusában érkezett meg ismét az országba, mint amerikai nagykövet.

### Halála
Az első hírek szerint erőszakos líbiai tüntetők egy csoportja szeptember 11-én megtámadta az amerikai konzulátust Bengáziban. Közülük néhányan állítólag az Innocence of Muslims című, készülő amerikai filmen háborodtak fel, mely szerintük Mohamed prófétát sértő alkotás. Wanis al-Sharef, a Líbiai Belügyminisztérium tisztviselője szerint Stevens nagykövetet és további amerikaiakat egy másik épületbe szállították át, mivel az biztonságosabbnak tűnt. A tüntetők egy rakétavetővel lőttek a konzulátusra, ahol tűz ütött ki. Stevens a tetőre próbálva kijutni elszakadt munkatársaitól és ott belehalt a füstmérgezésbe. Sean Smith diplomata és két másik amerikai is meghalt, akiket a zűrzavar kitörésekor küldtek a területre. A két amerikait illetően megoszlanak a források: míg egyesek szerint tengerészgyalogosok voltak, mások tagadják ezt.